# Artur Maria Swinarski

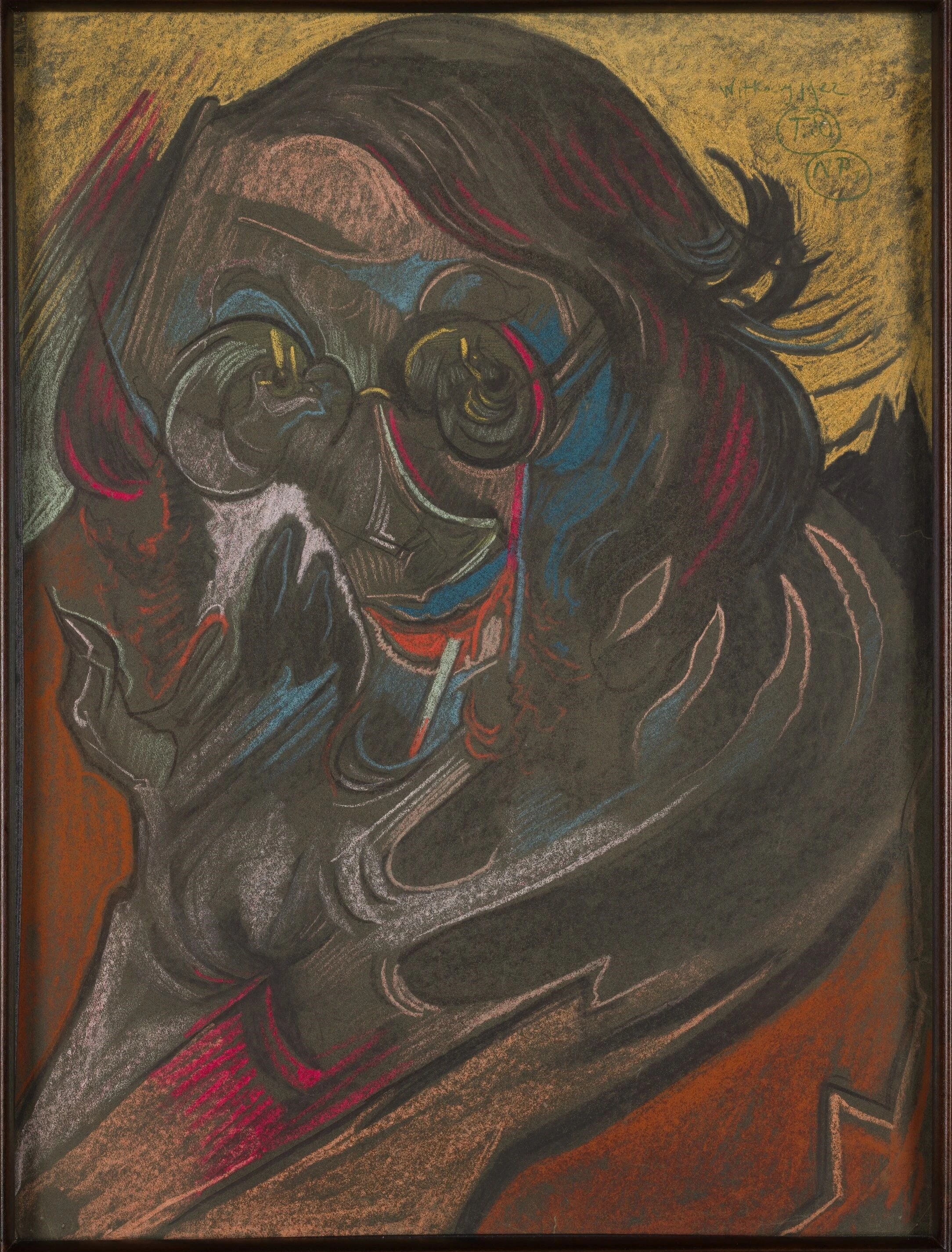
Portret wykonany przez Stanisława Ignacego Witkiewicza

Artur Maria Swinarski (ur. 28 lipca 1900 w Brodnicy, zm. 21 kwietnia 1965 w Szwajcarii) – polski poeta, satyryk, dramatopisarz, plastyk.
Jego rodzicami byli Stanisław i Kazimiera ze Słomczewskich. Po ukończeniu gimnazjum przyjechał do Poznania, gdzie studiował germanistykę, historię sztuki i scenografię. W latach 1918–1920 związany był ze środowiskiem literackim „Zdroju”, gdzie debiutował jako grafik. Należał do grupy plastycznej „Bunt”. W 1919 miał pierwszą indywidualną wystawę obrazów.
W roku 1922 był osobistym sekretarzem Stanisława Ignacego Witkiewicza.
W Poznaniu, razem z Romanem Wilkanowiczem wystawiał szopki satyryczne w „Różowej Kukułce” Ludwika Pugeta oraz kabaretach Ździebko i Klub Szyderców.
W latach 1934–1937 mieszkał w Krakowie, gdzie kierował działem literackim „Czasu”, i wystawiał szopki satyryczne (wraz z Magdaleną Samozwaniec). Od roku 1937 mieszkał w Gdyni, gdzie redagował dział literacki „Kuriera Bałtyckiego”. Podczas okupacji przebywał w Krakowie.
Od 1952 roku mieszkał w Warszawie. W roku 1963 wyjechał do Austrii.

## Publikacje
- Karykatury poznańskie (1929)
- Fraszki (1932)
- Pamflety, parodie, paradoksy 1926-1946 (1946)
- Legenda o mądrym mężu (1948)
- Satyry – Huragan (1950)
- Z epigramatów króla Salomona (przekład biblijny, 1952)
- Parodie (1955)
- Achilles i panny (komedia wystawiona 1955, wydana 1956)
- Powrót Alcesty (wystawiona i wydana 1958)
- Przekleństwo morza. Wiersze 1935-1945 (1945)
- Rozmowa bez kresu. Wiersze własne i cudze (1960)
- Sasza i bogowie (zbiór dramatów, Paryż 1960)